# صموئيل أوغسطين ميلر
صموئيل أوغسطين ميلر (بالإنجليزية: Samuel Augustine Miller)‏ هو سياسي أمريكي، ولد في 16 أكتوبر 1819 في مقاطعة شيناندوا في الولايات المتحدة، وتوفي في 19 نوفمبر 1890.